# Nakajima A1N
Nakajima A1N (яп. 三式艦上戦闘機) — серійний палубний винищувач Імперського флоту Японії 30-х років 20 століття.

## Історія створення
У 1926 році Імперський флот Японії оголосив конкурс на створення нового палубного винищувача для заміни Mitsubishi 1MF. В конкурсі взяли участь фірми Mitsubishi, Nakajima, Aichi та Kawanishi. Основною вимогою замовника було забезпечення плавучості літака у випадку аварійної посадки на воду не менше 7 годин.
Mitsubishi побудувала прототип-біплан з водонепроникним корпусом, що призвело до збільшення маси до 2 тонн і потребувало використання 600-сильного двигуна. Літак вийшов досить інертним та маломаневреним і був відхилений замовником. Фірма Aichi, не маючи належного досвіду у розробці літаків, замовила його в німецької фірми Heinkel. Замовлення з назвою Heinkel HD 23 було виконане швидко, але літак вийшов навіть гірший, ніж у Mitsubishi — він був ще важчий, з поганим оглядом та поганою маневреністю. Він також був відхилений. Фірма Kawanishi, проаналізувавши свої можливості, знялась з конкурсу.
Керівництво фірми Nakajima, оцінивши свої можливості, не ризикнуло самостійно братись за розробку літака, і звернуло увагу на літак Gloster Gamecock англійської фірми «Gloster Aircraft Company», розроблений Генрі Фолландом (англ. Henry Folland). Також Фолландом був розроблений палубний варіант винищувача Gambet, оснащений 9-циліндровтм радіальним двигуном Bristol Jupiter VI потужністю 420 к.с. Літак виявився непотрібним на батьківщині, але зацікавив японських конструкторів. У 1927 році був укладений контракт на придбання 2 літаків Gloster Gambet, ліцензії на його виробництво, а також ліцензії на двигун Bristol Jupiter VI. Розробкою японського аналога Gloster Gambet керував Такао Йошида. Зовні літак майже не відрізнявся від прототипу, Йошида практично тільки адаптував його до японського виробництва.
Конструктивно літак Nakajima A1N був суцільнодерев'яним біпланом з полотняною обшивкою, відкритою кабіною, прикритою невеликим козирком. 2 кулемети «Vickers-Е» калібру 7,7-мм розташовувались по бортах фюзеляжу. Конструктори прийшли до висновку, що немає потреби робити водонепроникний корпус, що значно обтяжував конструкцію. Значно практичніше було розмітити в елементах силового набору літака повітряні мішки, що й було зроблено у задній частині фюзеляжу. Дане рішення виявилось настільки вдалим, що без особливих змін застосовувалось на всіх японських флотських літаках аж до кінця Другої світової війни.
У 1928 році прототип успішно пройшов випробування і у 1929 році був прийнятий на озброєння під назвою «Палубний винищувач флоту Тип 3 Модель 1» (або A1N1). В період з 1928 по 1930 роки було збудовано 50 літаків. У 1930 році була розроблена досконаліша модель A1N2 з двигуном власної розробки Nakajima Kotobuki 2 потужністю 450 к.с. та металевим гвинтом замість дерев'яного. До кінця 1932 року було випущено 100 літаків моделі A1N2.

## Тактико-технічні характеристики (A1N2)

### Технічні характеристики
- Екіпаж: 1 чоловік
- Довжина: 6,50 м
- Розмах крил: 9,70 м
- Площа крил: 26,3 м²
- Маса порожнього: 882 кг
- Маса спорядженого: 1 375 кг
- Двигуни: Nakajima Kotobuki 2
- Потужність: 450 к. с.

### Льотні характеристики
- Максимальна швидкість: 241 км/г на висоті 3000 м
- крейсерська швидкість: 148 км/г
- Швидкість набору висоти 3000 м:  6 хв 10 с
- Практична дальність: 370 км
- Практична стеля: 7 000 м

### Озброєння
- Кулеметне: 2× 7,7 мм кулемети
- Бомбове: 2 х 30 кг

## Модифікації
- Gloster Gambet - прототип; двигун  Bristol Jupiter VI (420 к.с.); (1 екз).
- A1N1 - початкова ліцензійна версія; (50 екз. 1928-1930 р.р.)
- A1N2 - покращена версія; двигун Nakajima Kotobuki 2 (450 к.с.); (100 екз., 1930-1932 р.р.)

## Історія використання
Літаки Nakajima A1N були прийняті на озброєння у 1929 році. Вони базувались на авіаносцях «Хошо», «Акаґі», «Каґа» та «Рюдзьо».
Їм довелось взяти участь в бойових діях під час «Шанхайського інциденту» у 1932 році (збройного конфлікту між Японією та Китаєм). 
22 лютого 1932 року літак Nakajima A1N з авіаносця «Каґа» здобув першу перемогу авіації японського Імператорського флоту, збивши літак китайських ВПС Boeing P-12, який пілотував американський льотчик-доброволець Роберт Шорт (англ. Robert McCawley Short).
Літаки Nakajima A1N перебували у строю до 1935 року, коли вони почали замінюватись новішими Nakajima A2N.